# Henri Temianka
Henri Temianka (ur. 19 listopada 1906 w Greenock, zm. 7 listopada 1992 w Los Angeles) – amerykański skrzypek i dyrygent pochodzenia polskiego.

## Życiorys
Urodził się w Szkocji w rodzinie polskich imigrantów. Studia muzyczne odbył w Rotterdamie u Carela Blitza (1915–1923), w Berlinie u Willy’ego Hessa (1923–1924) i w Paryżu u Jules’a Boucherita (1924–1926), odbył też uzupełniające studia w Curtis Institute of Music w Filadelfii u Artura Rodzińskiego (skrzypce) i Carla Flescha (dyrygentura). W 1930 roku wystąpił z recitalem w nowojorskiej Town Hall, następnie koncertował w Paryżu i Londynie. W 1935 roku zajął III miejsce w Międzynarodowym Konkursie Skrzypcowym im. Henryka Wieniawskiego w Poznaniu. Był koncertmistrzem Scottish Orchestra w Glasgow (1937–1938) i Pittsburgh Symphony Orchestra (1941–1942). 
W 1945 roku przyjął obywatelstwo amerykańskie. W latach 1946–1966 był pierwszym skrzypkiem w założonym przez siebie zespole Paganini String Quartet, z grupą tą dokonał m.in. nagrania kwartetów smyczkowych Ludwiga van Beethovena. W 1960 roku założył zespół California Chamber Symphony. Wykładał na Uniwersytecie Kalifornijskim w Santa Barbara (1960–1964) i California State University w Long Beach (1964–1976).
Opublikował swoje wspomnienia pt. Facing the Music (Nowy Jork 1973).